# Ablepharus budaki
Ablepharus budaki là một loài thằn lằn trong họ Scincidae. Loài này được Göcmen, Kumlutas & Tosunoglu miêu tả khoa học đầu tiên năm 1996.